# Haworthia aquamarina
Haworthia aquamarina är en grästrädsväxtart som beskrevs av M. Hayashi. Haworthia aquamarina ingår i släktet Haworthia och familjen grästrädsväxter. Inga underarter finns listade i Catalogue of Life.